# Midomi
Midomi为总部位于美国硅谷的Melodis Corporation出品的音乐搜索引擎，允许用户通过录制一段音乐的方式获取此歌曲的信息。

## 概况
Midomi运用了声学指纹的技术，将录制的歌曲片段与数据库中的对比（数据来自其他用户的录音），通常可在10秒内获取歌曲的相关信息，包括演唱者、专辑、专辑封面、歌手巡回日期、Youtube视频，并在网络上搜索歌词和购买。
用户可以进入Midomi网站，查看歌曲排行榜等信息。登录后，可以自己录制歌曲，并可以倾听他人录制的歌曲、与其他用户互相评分、给其他用户发送信息等。
此外，Midomi还有移动设备的客户端SoundHound。